# Гуровий Юрій Андрійович
Юрій Андрійович Гуровий (нар. 3 жовтня 1932, місто Харків — 23 лютого 2018, місто Харків) — український радянський діяч, голова Харківського міськвиконкому, почесний громадянин міста Харкова. Депутат Верховної Ради УРСР 8—9-го скликань.

## Біографія
У 1952 році закінчив Харківський будівельний технікум, працював техніком-конструктором Харківського інституту «Промбудпроект».
У 1952—1955 роках — служба в Радянській армії.
У 1956—1957 роках — слюсар Харківського тракторного заводу імені Серго Орджонікідзе. У 1957—1961 роках — помічник майстра, майстер, старший майстер, заступник начальника будівельного цеху Харківського заводу «Південкабель». У 1961—1963 роках — голова завкому профспілки Харківського заводу «Південкабель».
Член КПРС з 1962 року.
Освіта вища. Закінчив Харківський автодорожній інститут.
У 1963—1966 роках — начальник будівельного управління «Фундаментбуд», головний будівельник Харківського домобудівного комбінату № 1.
У 1966—1969 роках — керуючий тресту «Харківспецбуд». Обирався депутатом Харківської обласної і міської рад депутатів трудящих.
У 1969—1976 роках — голова виконавчого комітету Харківської міської ради депутатів трудящих. У цей період було відкрито рух до Салтівського житлового масиву по вулиці Весніна, забудовано проспект Гагаріна, Салтівське шосе, інші райони міста, споруджено корпус невідкладної хірургії, великі лікарняні комплекси у 602 м/р Харкова.
У 1976 році призначений начальником комбінату «Харківжитлобуд». Працював директором науково-дослідного інституту «Укрпроектбудсервіс».
Потім — на пенсії в місті Харкові.

## Нагороди
- два ордени Трудового Червоного Прапора (1970, 1978)
- орден Знак Пошани (1966)
- ордени
- медалі
- лауреат Державної премії Української РСР (1978)
- почесний громадянин міста Харкова (2000)